# Campeonato Sergipano de Futebol de 2024
O Campeonato Sergipano de Futebol de 2024 foi a 101º edição em 105 anos da divisão principal do campeonato estadual de Sergipe, cujo nome oficial é Campeonato Sergipano da Série A1.
Dez clubes participam do torneio: Carmópolis e Olímpico, campeão e vice respectivamente da Série A2 de 2023, os dois times tradicionais da capital Aracaju, o Confiança e o Sergipe, Atlético Gloriense, América de Propriá, Dorense, Falcon, Itabaiana (campeão estadual no ano anterior) e Lagarto.
O campeão Confiança conquistou uma vaga na Copa do Brasil de 2025 e também a participação na Copa do Nordeste de 2025.
O vice-campeão Sergipe conquistou as vagas na Copa do Brasil de 2025, Série D de 2025 e participação na Pré-Copa do Nordeste de 2025, e o Lagarto na Série D de 2025.

## Regulamentos
Os 10 clubes participantes estarão em apenas um grupo e irão se enfrentar em um único turno. Os dois primeiros colocados se classificam diretamente para as semifinais, enquanto do terceiro ao sexto colocado disputam uma fase de mata-mata com jogos de ida e volta para definir os dois outros classificados para a segunda fase.
Os quatro últimos colocados também vão disputar um mata-mata com jogos de ida e volta e os perdedores serão rebaixados para a segunda divisão. Em todos os confrontos de mata-mata, os melhores colocados decidem em casa. Em caso de empate no placar agregado, a vaga será decidida nos pênaltis
Os jogos das finais só poderão ser disputados na Arena Batistão, no Etelvino Mendonça e no Barretão. Em ambas as partidas o VAR estará presente.

## Transmissão
Os jogos terão transmissão pela TV e internet, uma partida por rodada  aos sábados no canal TV Atalaia, os demais jogos da rodada serão transmitidos por pay-per-view na ITTV serviço de streaming da empresa itabaianense Itnet. Além das emissoras de rádio do estado de Sergipe.

## Equipes participantes

### Promovidos e rebaixados
| Pos. | Rebaixados da Série A1 de 2023 |
| ---- | ------------------------------ |
| 9º   | Freipaulistano                 |
| 10º  | Estanciano                     |

| Pos. | Promovidos da Série A2 de 2023 |
| ---- | ------------------------------ |
| 1º   | Carmópolis                     |
| 2º   | Olímpico                       |

### Informações das equipes
| Aumento | Equipe promovida da Série A2 de 2023 |

## Primeira fase
| Pos | Equipe             | Pts | J | V | E | D | GP | GC | SG  | Classificação ou descenso                                     |  | CON | SER | LAG | ITA | DOR | FAL | AME | CMP | OLI | ATG |
| --- | ------------------ | --- | - | - | - | - | -- | -- | --- | ------------------------------------------------------------- |  | --- | --- | --- | --- | --- | --- | --- | --- | --- | --- |
| 1   | Confiança          | 21  | 9 | 7 | 0 | 2 | 16 | 6  | +10 | Classificados para a Semifinal                                |  | —   |     |     | 0–1 |     | 1–0 |     | 2–1 | 3–1 | 4–0 |
| 2   | Sergipe            | 20  | 9 | 6 | 2 | 1 | 12 | 4  | +8  | Classificados para a Semifinal                                |  | 2–1 | —   | 0–0 |     | 1–0 | 0–1 | 1–1 |     |     |     |
| 3   | Lagarto            | 18  | 9 | 5 | 3 | 1 | 15 | 9  | +6  | Classificados para os Play-offs da Semifinal                  |  | 0–2 |     | —   |     | 3–1 | 1–1 |     | 2–0 |     | 2–1 |
| 4   | Itabaiana          | 14  | 9 | 4 | 2 | 3 | 12 | 10 | +2  | Classificados para os Play-offs da Semifinal                  |  |     | 0–2 | 2–2 | —   |     | 4–0 | 2–0 | 0–2 |     |     |
| 5   | Dorense            | 13  | 9 | 4 | 1 | 4 | 10 | 12 | −2  | Classificados para os Play-offs da Semifinal                  |  | 0–1 |     |     | 0–0 | —   |     | 0–2 |     |     | 1–0 |
| 6   | Falcon             | 12  | 9 | 3 | 3 | 3 | 11 | 13 | −2  | Classificados para os Play-offs da Semifinal                  |  |     |     |     |     | 2–3 | —   | 2–2 | 0–0 | 2–1 | 3–1 |
| 7   | América de Propriá | 11  | 9 | 3 | 2 | 4 | 13 | 10 | +3  | Classificados para os Play-offs de Rebaixamento para Série A2 |  | 1–2 |     | 1–2 |     |     |     | —   | 2–0 | 0–1 |     |
| 8   | Carmópolis         | 8   | 9 | 2 | 2 | 5 | 6  | 10 | −4  | Classificados para os Play-offs de Rebaixamento para Série A2 |  |     | 0–1 |     |     | 2–3 |     |     | —   | 0–0 | 1–0 |
| 9   | Olímpico           | 7   | 9 | 2 | 1 | 6 | 7  | 12 | −5  | Classificados para os Play-offs de Rebaixamento para Série A2 |  |     | 0–1 | 1–3 | 2–0 | 1–2 |     |     |     | —   |     |
| 10  | Atlético Gloriense | 3   | 9 | 1 | 0 | 8 | 6  | 22 | −16 | Classificados para os Play-offs de Rebaixamento para Série A2 |  |     | 1–4 |     | 2–3 |     |     | 0–4 |     | 1–0 | —   |

## Fase final
Em itálico, os clubes que jogarão o primeiro jogo como mandante. Em negrito, os classificados.
|  | Quartas de Final | Quartas de Final | Quartas de Final | Quartas de Final | Quartas de Final |  |  | Semifinais | Semifinais | Semifinais | Semifinais | Semifinais |  |  | Final | Final     | Final | Final | Final |
|  |                  |                  |                  |                  |                  |  |  |            |            |            |            |            |  |  |       |           |       |       |       |
|  |                  |                  |                  |                  |                  |  |  | 1          | Confiança  | 2          | 1          | 3          |  |  |       |           |       |       |       |
|  | 4                | Itabaiana        | 1                | 2                | 3                |  |  | 4          | Itabaiana  | 2          | 0          | 2          |  |  |       |           |       |       |       |
|  | 5                | Dorense          | 1                | 0                | 1                |  |  |            |            |            |            |            |  |  |       | Confiança | 1     | 0     | 1 (5) |
|  |                  |                  |                  |                  |                  |  |  |            |            |            |            |            |  |  |       | Sergipe   | 1     | 0     | 1 (4) |
|  |                  |                  |                  |                  |                  |  |  | 2          | Sergipe    | 1          | 1          | 2 (4)      |  |  |       |           |       |       |       |
|  | 3                | Lagarto          | 0                | 1                | 1 (4)            |  |  | 3          | Lagarto    | 1          | 1          | 2 (3)      |  |  |       |           |       |       |       |
|  | 6                | Falcon           | 0                | 1                | 1 (1)            |  |  |            |            |            |            |            |  |  |       |           |       |       |       |

## Play-offsde rebaixamento
Em itálico, os clubes que jogarão o primeiro jogo como mandante. Em negrito, os vencedores do confronto.
| Rebaixados para a Série A2 de 2025 |

| Equipe 1           | Total | Equipe 2           | 1.º jogo | 2.º jogo |
| ------------------ | ----- | ------------------ | -------- | -------- |
| América de Propriá | 3–2   | Atlético Gloriense | 1–1      | 2–1      |
| Carmópolis         | 4–2   | Olímpico           | 4–1      | 0–1      |

## Público
Maiores Públicos Pagantes
Estes são os dez maiores públicos pagantes do campeonato, sem considerar as partidas com portões fechados
| N.º | Público | Mandante  | Placar | Visitante          | Estádio        | Data           | Rodada    | Ref.   |
| --- | ------- | --------- | ------ | ------------------ | -------------- | -------------- | --------- | ------ |
| 1   | 9 181   | Confiança | 0–0    | Sergipe            | Arena Batistão | 13 de abril    | Final     | [ 4 ]  |
| 2   | 6 615   | Sergipe   | 2–1    | Confiança          | Arena Batistão | 4 de fevereiro | 5ª        | [ 5 ]  |
| 3   | 6 115   | Sergipe   | 1–1    | Confiança          | Arena Batistão | 10 de abril    | Final     | [ 6 ]  |
| 4   | 4 196   | Confiança | 1–0    | Itabaiana          | Arena Batistão | 7 de abril     | Semifinal | [ 7 ]  |
| 5   | 3 059   | Lagarto   | 1–1    | Sergipe            | Barretão       | 31 de março    | Semifinal | [ 8 ]  |
| 6   | 2 951   | Sergipe   | 1–1    | Lagarto            | Arena Batistão | 6 de abril     | Semifinal | [ 9 ]  |
| 7   | 2 706   | Itabaiana | 2–2    | Confiança          | Barretão       | 3 de abril     | Semifinal | [ 10 ] |
| 8   | 2 252   | Sergipe   | 1–1    | América de Propriá | Arena Batistão | 21 de janeiro  | 2ª        | [ 11 ] |
| 9   | 1 404   | Confiança | 0–1    | Itabaiana          | Arena Batistão | 3 de março     | 7ª        | [ 12 ] |
| 10  | 1 265   | Confiança | 2–1    | Carmópolis         | Arena Batistão | 27 de janeiro  | 3ª        | [ 13 ] |

Menores Públicos Pagantes
Estes são os dez menores públicos pagantes do campeonato, sem considerar as partidas com portões fechados
| N.º | Público | Mandante   | Placar | Visitante          | Estádio           | Data            | Rodada              | Ref.   |
| --- | ------- | ---------- | ------ | ------------------ | ----------------- | --------------- | ------------------- | ------ |
| 1   | 38      | Falcon     | 0–0    | Carmópolis         | Arena Batistão    | 2 de março      | 9ª                  | [ 14 ] |
| 2   | 40      | Gloriense  | 0–4    | América de Propriá | Editon Oliveira   | 2 de março      | 9ª                  | [ 15 ] |
| 3   | 43      | Falcon     | 3–1    | Gloriense          | Arena Batistão    | 5 de fevereiro  | 5ª                  | [ 16 ] |
| 3   | 43      | Carmópolis | 0–1    | Olímpico           | Arena Batistão    | 23 de março     | Playoffs de rebaix. | [ 17 ] |
| 5   | 61      | Falcon     | 2–2    | América de Propriá | Arena Batistão    | 21 de janeiro   | 7ª                  | [ 18 ] |
| 6   | 72      | Carmópolis | 2–3    | Dorense            | Arena Batistão    | 25 de fevereiro | 8ª                  | [ 19 ] |
| 7   | 93      | Olímpico   | 1–2    | Dorense            | Roberto Silva     | 31 de janeiro   | 4ª                  | [ 20 ] |
| 8   | 102     | Dorense    | 0–2    | América de Propriá | Editon Oliveira   | 27 de janeiro   | 3ª                  | [ 21 ] |
| 9   | 128     | Falcon     | 2–3    | Dorense            | Adolfo Rollemberg | 13 de janeiro   | 1ª                  | [ 22 ] |
| 10  | 145     | Falcon     | 2–1    | Olímpico           | Arena Batistão    | 26 de janeiro   | 3ª                  | [ 23 ] |

Médias de público
Estas são as médias de público dos clubes no campeonato. Considera-se apenas os jogos da equipe como mandante e o público pagante:
| Pos.  | Time               | Média | Total  | Mandos | Maior | Menor |
| ----- | ------------------ | ----- | ------ | ------ | ----- | ----- |
| 1     | Sergipe            | 2 955 | 20 687 | 7      | 6 615 | 827   |
| 2     | Confiança          | 2 740 | 19 180 | 7      | 9 181 | 826   |
| 3     | Lagarto            | 1 344 | 6 722  | 5      | 3 059 | 694   |
| 4     | Itabaiana          | 902   | 6 317  | 7      | 2 706 | 284   |
| 5     | Dorense            | 545   | 2 723  | 5      | 976   | 102   |
| 6     | Olímpico           | 352   | 1 761  | 5      | 505   | 93    |
| 7     | Gloriense          | 327   | 1 636  | 5      | 820   | 40    |
| 8     | Carmópolis         | 297   | 1 485  | 5      | 606   | 43    |
| 9     | América de Propriá | 221   | 886    | 4      | 296   | 149   |
| 10    | Falcon             | 95    | 573    | 6      | 158   | 38    |
| Total | Total              | 1 091 | 62 188 | 57     | 9 181 | 38    |

## Estatísticas

### Premiação
| Campeonato Sergipano de Futebol de 2024 Série A1 |
| Sergipe                                          |
| ------------------------------------------------ |
| Confiança Campeão (23° título)                   |

## Técnicos
| Equipe             | Técnico                                                          |
| ------------------ | ---------------------------------------------------------------- |
| América de Propriá | Clube não divulgou nenhum técnico para a temporada de 2024 (1ª—) |
| Atlético Gloriense | Elenilson Santos (1ª—)                                           |
| Carmópolis         | Paulo Schardong (1ª—)                                            |
| Confiança          | Paulo Massaro (1ª—)                                              |
| Dorense            | Elenilson Silva (1ª—)                                            |
| Falcon             | Genivaldo Sales (1ª—)                                            |
| Itabaiana          | Ailton Silva (1ª—)                                               |
| Lagarto            | Paulo Sales (1ª—)                                                |
| Olímpico           | Thiago Santa(1ª—)                                                |
| Sergipe            | Marcelo Martelotte (1ª—)                                         |